# Sarkis Howsepian (zapaśnik)
Sarkis Howsepian (orm. Սարգիս Հովսեփյան; ur. 18 grudnia 1997) – ormiański zapaśnik startujący w stylu wolnym.
Zajął trzynaste miejsce na mistrzostwach Europy w 2019. Dziewiąty na igrzyskach europejskich w 2019.
Brązowy medalista igrzysk młodzieży w 2014. Trzeci na ME juniorów w 2016 i kadetów w 2014 roku.